# Sminthurinus
Sminthurinus  (лат.) — род коллембол из семейства из Katiannidae и надсемейства Katiannoidea (Symphypleona). 

## Описание
Распространены всесветно, включая приполярные регионы Арктики и Антарктики. Мелкие коллемболы (менее 1,5 мм). Окраска тёмная. Голова почти шаровидная. Тело овальное, покрыто тонкими, редкими, короткими и гладкими хетами; кутикула слабогранулированная
Sminthurinus trinotatus наносит вред рассаде крестоцветных растений и некоторых других огородных культур.

## Систематика
Род Sminthurinus был выделен немецким энтомологом Карлом Бёрнером (1880—1953). Включает около 90 видов, в том числе:
- Sminthurinus atrapallidus Snider, 1978
- Sminthurinus aureus (Lubbock, 1862)
- Sminthurinus conchyliatus Snider, 1978
- Sminthurinus elegans (Fitch, 1862)
- Sminthurinus henshawi (Folsom, 1896)
- Sminthurinus igniceps  Reuter, 1881
- Sminthurinus intermedius  Snider, 1978
- Sminthurinus kaha Christiansen and Bellinger, 1992
- Sminthurinus latimaculosus Maynard, 1951
- Sminthurinus macgillivrayi (Banks, 1897)
- Sminthurinus maculosus  Snider, 1978
- Sminthurinus niger (Lubbock, 1868)typus
- Sminthurinus polygonius  Snider, 1978
- Sminthurinus quadrimaculatus  (Ryder, 1879)
- Sminthurinus radiculus Maynard, 1951
- Sminthurinus remotus Folsom, 1896
- Sminthurinus sminthurinus (Mills, 1934)